# Geschichte der grönländischen Rechtschreibung
Die grönländische Rechtschreibung wurde erstmals 1851 standardisiert und 1973 zu ihrer heutigen Form reformiert.

## Vor der Standardisierung

### Erste Verschriftlichungen
Die eskimo-aleutischen Sprachen wie Grönländisch hatten keine Schriftsprache. Die erste Verschriftlichung des Grönländischen geschah 1586 durch den Expeditionsreisenden John Davis. Er schrieb 17 Wörter mit lateinischen Buchstaben auf, die jedoch aufgrund der ungenauen Rechtschreibung nur teilweise entziffert werden können. 1654 entführte der Expeditionsreisende David Dannell drei Grönländerinnen nach Dänemark, wo unter anderem ihre Sprache untersucht wurde. Im Anschluss daran entstanden drei Wörterlisten variierenden Umfangs. Die erste wurde von Adam Olearius 1656 in seinem Werk Vermehrte Newe Beschreibung Der Muscowitischen und Persischen Reyse veröffentlicht und umfasste rund 100 Wörter. 1673 gab Thomas Bartholin in seiner Acta Medica eine 300 Wörter umfassende Liste heraus. Während Adam Olearius angab, selbst die Frauen gehört zu haben, diente Thomas Bartholins Bruder Caspar diesem als Informant. Eine dritte Liste wurde von Peder Hansen Resen verfasst, aber erst posthum im Jahr 1985 von Robert Petersen und Jørgen Rischel herausgegeben.

### Hans Egede und Albert Top
Die erste Textverschriftlichung der grönländischen Sprache stammt aus den ersten Jahren der Kolonialzeit ab 1721. Hans Egede verfasste erste Übersetzungen von religiösen Texten, nachdem er begonnen hatten die Sprache zu lernen. Als Quelle dienten ihm einzig die drei nach 1654 entstandenen Wörterlisten sowie seine eigene Erfahrung in Verbindung mit der Kommunikation mit der grönländischen Bevölkerung. 1722 verfasste er die erste eigene Wörterliste, die starke Ähnlichkeiten mit ihren Vorlagen aufwies, darunter zahlreiche orthografische und semantische Fehler. 1723 erhielt er den jungen Albert Top als Kollegen, der sprachlich begabter war, und gemeinsam gelang es ihnen in den Folgejahren, ihre Sprachfähigkeiten zu verbessern, Fehler auszumerzen und erste eigene Rechtschreibmerkmale zu erarbeiten. 1725 wurde von beiden eine revidierte verbesserte Version der Wörterliste sowie eine erste grammatische Übersicht verfasst. Nachdem Albert Top 1727 Grönland wieder verlassen hatte, schrieb er im selben Jahr eine eigene Wörterliste und Grammatik, die erneut starke orthografische Verbesserungen aufwies.
Hans Egedes Söhne Poul Egede und Niels Egede hatten durch die Arbeit ihres Vaters ihre Jugend in Grönland verbracht und sprachen Grönländisch somit deutlich besser als ihr Vater. Sie waren somit eine große Hilfe als Informanten und Dolmetscher. Poul Egede begann nach Abschluss seines Studiums ab 1734 seinen Vater bei der linguistischen Arbeit zu unterstützen. Während Hans Egede an der Grammatik arbeitete, widmete Poul Egede sich einem Wörterbuch. Beide schlossen ihre Arbeit vermutlich unabhängig voneinander im Jahr 1739 ab. Während das Manuskript der Grammatik niemals herausgegeben wurde, veröffentlichte Poul Egede 1750 das erste grönländische Wörterbuch und 1760 die erste Grammatik auf Grundlage der seines Vaters.
1744 gab Poul Egede mit den vier Evangelien eine erste Übersetzung grönländischer Bibeltexte heraus. 1766 veröffentlichte er eine revidierte Version dieser Übersetzung als Teil einer Gesamtübersetzung des ganzen Neuen Testaments. Sowohl Hans Egedes und Albert Tops Wörterlisten und Poul Egedes Bibelübersetzung sind in Bezug auf ihre Rechtschreibung untersucht worden. Während die ersten Wörterlisten noch teilweise völlig unverständlich waren oder aufgrund von Missverständnissen Wörter mit falschen Bedeutungen enthielten (bspw. ⟨nujaitung⟩ „Gehirn“ von nujaitsoq „glatzköpfig“ oder ⟨nau⟩ „Schiff“ von nauk? „wo?“), wiesen Hans Egedes und Albert Tops Wörterlisten erste Phonem-Graphem-Entsprechungen auf. Zu den größten Schwächen der Rechtschreibungen gehören die fehlende Distinktion von /k/ und /q/ (beide meist als ⟨k⟩) und die inkonsiquente Nutzung von Einzel- und Doppeltschreibungen von Vokalen und Konsonanten ohne Zusammenhang zur eigentlichen Lautquantität.

### Poul Egede
Poul Egedes Rechtschreibung war eine deutliche Verbesserung gegenüber der von Hans Egede und Albert Top. Die meisten Konsonantenphoneme hatten nur eine vorherrschende graphemische Entsprechung. Bei den Vokalen wurden jedoch meist zahlreiche Allophone markiert, wodurch wegen der begrenzten Anzahl an Vokalgraphemen häufig mehrere Allophone verschiedener Phoneme mit demselben Graphem verschriftlicht wurden. So wurde beispielsweise ⟨e⟩ regelmäßig für Allophone von sowohl dem Phonem /a/ als auch /i/ und /iː/ genutzt. Auch Poul Egede unterschied nicht zwischen kurzen und langen Vokalen, und wenn er Doppelkonsonanten nutzte, war dies lediglich eine Markierung vorausgehender kurzer betonter Vokale wie in germanischen Sprachen. Auch ansonsten weist die Rechtschreibung norwegische Einflüsse auf, vor allem die Schreibung von /ʃ/ als ⟨rs⟩. Poul Egedes Rechtschreibung basiert grundsätzlich auf dem phonologischen Rechtschreibprinzip, weist allerdings in hohem Maße auch dem gegenüberstehende morphologische Rechtschreibmerkmale auf, wo die Stämme verwandter Wörter und verschiedener Wortformen desselben Paradigmas ungeachtet ihrer tatsächlichen Aussprache nach Möglichkeit gleichgeschrieben werden. In einigen Fällen werden homophone Wörter verschieden geschrieben, um Missverständnisse zu vermeiden. Die meisten Unregelmäßigkeiten in Poul Egedes Rechtschreibung lassen sich jedoch dadurch erklären, dass er Schreibweisen aus den Wörterlisten seiner Vorgänger übernommen hatte, da diese sich offenbar bereits etabliert hatten.

### Otto Fabricius
1794 veröffentlichte der dänische Missionar Otto Fabricius eine neue Bibelübersetzung mit eigener Rechtschreibung. Diese folgte meist denselben Rechtschreibprinzipien, hatte aber einige Neuerungen. So nutzte Otto Fabricius in hohem Maße Diakritika zur Unterscheidung der zahlreichen Vokalallophone und konnte somit erstmals besser zwischen kurzen und langen Vokalen unterscheiden. Mit ⟨æ⟩, ⟨dl⟩ und ⟨z⟩ nutzte er zudem drei neue Grapheme, die Poul Egede kaum oder gar nicht verwendet hatte. Auch bei ihm zeigte sich jedoch die Widerstandsfähigkeit phonologisch falscher, aber etablierter Schreibweisen. Einige der Fehler, die Poul Egede von seinem Vater übernommen hatte, lassen sich auch bei Otto Fabricius noch finden. Obwohl er nicht norwegischer Abstammung war, nutzte er dennoch die norwegisch basierte etablierte Schreibweise ⟨rs⟩ für /ʃ/.

### Konrad Kleinschmidt
1822 gab der deutsche Missionar Konrad Kleinschmidt die dritte grönländische Bibelübersetzung heraus. Es gelang ihm, einige weitere tradierte Fehler auszumerzen, er übernahm aber andere. Als erster schrieb er /p/ im Auslaut generell als ⟨b⟩ und nicht wie bis dahin häufig üblich als ⟨m⟩. Auch entfernte er das Ghostword niarna (= ernera „sein Sohn“), das vermutlich im 18. Jahrhundert aufgrund eines orthografischen Missverständnisses sowohl von Europäern und Grönländern genutzt worden war. Während er einige Innovationen von Otto Fabricius übernahm, waren viele Schreibweisen näher an Poul Egedes.

## Kleinschmidtsche Rechtschreibung
Konrad Kleinschmidts Sohn Samuel Kleinschmidt wuchs in Grönland mit Grönländisch als Muttersprache auf und hatte deswegen deutlich bessere Voraussetzungen als die in Europa aufgewachsenen Missionare. Er wirkte ab 1841 selbst als Missionar in seinem Geburtsland und beschäftigte sich intensiv mit der Sprache sowie seiner eigenen Bibelübersetzung. 1851 veröffentlichte er eine neue Grammatik inklusive einer neuen Rechtschreibung, die als erste phonematisch war und lange und kurze Vokale und Konsonanten konsequent unterschied. Zu dieser Zeit war in Grönland ein massiver Sprachwandel im Gange, der sämtliche Konsonantencluster zu Langkonsonanten assimilierte. Samuel Kleinschmidt war darauf bedacht, seine Rechtschreibung morphologisch und etymologisch durchsichtig zu gestalten, was dazu führte, dass er mehrere Buchstabenkombinationen für Laute benutzte, die zu diesem Zeitpunkt vermutlich bereits zusammengefallen waren. Aus diesem Grund sah er sich jahrzehntelang großem Widerstand seiner Kollegen ausgesetzt, aber da seine Grammatik im von ihm geleiteten Sprachunterricht an Grønlands Seminarium und konsequent in der Atuagagdliutit genutzt wurde und weil es ihm gelang, 1871 sein Wörterbuch herauszugeben, setzte sich die Kleinschmidtsche Rechtschreibung in der zweiten Hälfte des 19. Jahrhunderts durch.
Samuel Kleinschmidts Rechtschreibung nutzte die von Otto Fabricius eingeführten diakritischen Zeichen (Zirkumflex ⟨◌̂⟩, Akut ⟨◌́⟩ und Tilde ⟨◌̃⟩), um lange Vokale und Konsonanten zu kennzeichnen. Für die heute vollständig assimilierten Langkonsonanten gab seine Rechtschreibung jeweils an, ob der assimilierte Laut ein Bilabial (⟨v⟩), Dental (⟨◌́/◌̃⟩), Velar (⟨g⟩) oder Uvular (⟨r⟩) war. Er benutzte zudem wie seine Vorgänger nichtassimilierte Diphthonge. Die Vokalphoneme wurden größtenteils nach ihrer tatsächlichen phonetischen Realisierung mithilfe der Buchstaben ⟨a⟩, ⟨e⟩, ⟨i⟩, ⟨o⟩, ⟨u⟩ inklusive der mit diakritischen Zeichen geschriebenen Versionen geschrieben. Für den heute zusammengefallenen Unterschied von /s/ und /ʃ/ nutzte er die Schriftzeichen ⟨s⟩ und ⟨ss⟩ (anstelle von ⟨rs⟩, das in hohem Maße mehrdeutig war, da es bei seinen Vorgängern auch für /ʁs/ und /ʁʃ/ stehen konnte). Als Erster unterschied er zudem zwischen /k/ und /q/ und schrieb letzteres als ⟨ĸ⟩. Der Laut [ɬ] wurde von ihm wie von Otto Fabricius ⟨dl⟩ geschrieben. Es entstanden somit folgende Konsonantencluster:
| Phonem       | Bilabial | Dental     | Velar     | Uvular |
| ------------ | -------- | ---------- | --------- | ------ |
| /p/          | ⟨◌́p/◌̃p⟩  | ⟨◌́p/◌̃p⟩    | ⟨gp⟩      | ⟨rp⟩   |
| /v/          | ⟨vf⟩     | ⟨vf⟩       | ⟨gf⟩      | ⟨rf⟩   |
| /m/          | ⟨◌́m/◌̃m⟩  | ⟨◌́m/◌̃m⟩    | ⟨ngm⟩     | ⟨rm⟩   |
| /t/ und /t͡s/ | ⟨vt⟩     | ⟨◌́t/◌̃t/ts⟩ | ⟨gt⟩      | ⟨rt⟩   |
| /s/          | ⟨vs⟩     | ⟨◌́s/◌̃s⟩    | ⟨gs⟩      | ⟨rs⟩   |
| /ʃ/          | ⟨vss⟩    | ⟨◌́ss/◌̃ss⟩  | ⟨gss⟩     | ⟨rss⟩  |
| /n/          | ⟨vn⟩     | ⟨◌́n/◌̃n⟩    | ⟨ngn⟩     | ⟨rn⟩   |
| /l/          | ⟨vdl⟩    | ⟨tdl⟩      | ⟨gdl⟩     | ⟨rdl⟩  |
| /k/          | ⟨vk⟩     | ⟨◌́k/◌̃k⟩    | ⟨gk⟩      | —      |
| /ɣ/          | ⟨vg⟩     | ⟨gg⟩       | ⟨gg⟩      | —      |
| /ŋ/          | ⟨vng⟩    | ⟨◌́ng/◌̃ng⟩  | ⟨◌́ng/◌̃ng⟩ | —      |
| /q/          | ⟨vĸ⟩     | ⟨◌́ĸ⟩       | —         | ⟨rĸ⟩   |
| /ʁ/          | —        | —          | —         | ⟨rr⟩   |
| /ɴ/          | ⟨rvng⟩   | —          | —         | ⟨rng⟩  |

## Heutige grönländische Rechtschreibung
1973 wurde die Kleinschmidtsche Rechtschreibung abgeschafft, da die abgeschlossenen Sprachwandelprozesse zu einer so großen Kluft zwischen Schreibung und Aussprache geführt hatten, dass es Kindern nahezu unmöglich wurde Schreiben zu lernen, da derselbe Laut häufig auf drei bis acht verschiedene Arten geschrieben werden konnte.
In der neuen Rechtschreibung wurden sämtliche Konsonantencluster zugunsten von Doppelschreibungen des zweiten Konsonanten aufgelöst, lediglich der die Vokalqualität beeinflussende Unterschied von nicht-uvularem und uvularem assimilierten Konsonanten wurde beibehalten. Alle Diakritika wurden durch Doppelschreibungen von Vokalen und Konsonanten ersetzt: Der Zirkumflex (⟨◌̂⟩) wurde durch die Verdoppelung des Vokals ersetzt, der Akut (⟨◌́⟩) durch die Verdoppelung des nachfolgenden Konsonanten und die Tilde (⟨◌̃⟩) durch die Doppelung von Vokal und nachfolgendem Konsonanten. Alle Diphthonge (⟨ae⟩, ⟨ai⟩, ⟨ao⟩, ⟨au⟩) wurden lautgemäß zu ⟨aa⟩ monophthongiert, lediglich auslautendes ⟨ai⟩ wurde der Aussprache entsprechend beibehalten. Auslautendes ⟨e⟩ und ⟨o⟩ wurde ebenfalls der Aussprache entsprechend durch ⟨i⟩ und ⟨u⟩ ersetzt. Das ⟨ĸ⟩ wurde zudem durch ⟨q⟩ ersetzt, um die Schreibung mit handelsüblichen Tastaturen zu ermöglichen. Da in den meisten Dialekten /s/ und /ʃ/ zusammengefallen sind, werden beide in der neuen Rechtschreibung ⟨s⟩ geschrieben. Zudem wird konsequent zwischen [tː] und [t͡ːs] unterschieden. Dazu kamen kleinere Änderungen wie der Entfall von ⟨v⟩ in ⟨uvV⟩ und die Ersetzung von ⟨sujV⟩ und ⟨aia⟩ durch ⟨siV⟩ und ⟨aaja⟩.